# Superprestige veldrijden 2012-2013
De Superprestige veldrijden 2012-2013 (officieel: Hansgrohe Superprestige 2012-2013) ging van start op 7 oktober 2012 in Ruddervoorde en eindigde op 16 februari 2013 met de Noordzeecross in Middelkerke. De Belg Sven Nys won vijf van de acht manches en ook voor de twaalfde keer de eindzege.

## Puntenverdeling
Punten werden toegekend aan alle crossers die in aanmerking kwamen voor Superprestige-punten. De top vijftien ontving punten aan de hand van de volgende tabel:
| Positie | 1  | 2  | 3  | 4  | 5  | 6  | 7 | 8 | 9 | 10 | 11 | 12 | 13 | 14 | 15 |
| Punten  | 15 | 14 | 13 | 12 | 11 | 10 | 9 | 8 | 7 | 6  | 5  | 4  | 3  | 2  | 1  |

## Mannen elite

### Kalender en podia
| Datum      | Locatie                               | Cat. | Eerste           | Tweede           | Derde             | Leider in het klassement |         |
| ---------- | ------------------------------------- | ---- | ---------------- | ---------------- | ----------------- | ------------------------ | ------- |
| 07/10/2012 | Cyclocross Ruddervoorde, Ruddervoorde | C1   | Sven Nys         | Niels Albert     | Kevin Pauwels     | Sven Nys                 | details |
| 04/11/2012 | Cyclocross Zonhoven, Zonhoven         | C1   | Sven Nys         | Niels Albert     | Bart Aernouts     | Sven Nys                 | details |
| 11/11/2012 | Bollekescross, Zogge                  | C1   | Sven Nys         | Niels Albert     | Lars van der Haar | Sven Nys                 | details |
| 18/11/2012 | Cyclocross Asper-Gavere, Gavere       | C1   | Sven Nys         | Klaas Vantornout | Bart Wellens      | Sven Nys                 | details |
| 25/11/2012 | Cyclocross Gieten, Gieten             | C1   | Klaas Vantornout | Sven Nys         | Kevin Pauwels     | Sven Nys                 | details |
| 30/12/2012 | Cyclocross Diegem, Diegem             | C1   | Niels Albert     | Kevin Pauwels    | Zdeněk Štybar     | Sven Nys                 | details |
| 10/02/2013 | Vlaamse Aardbeiencross, Hoogstraten   | C1   | Sven Nys         | Klaas Vantornout | Kevin Pauwels     | Sven Nys                 | details |
| 16/02/2013 | Noordzeecross, Middelkerke            | C1   | Klaas Vantornout | Niels Albert     | Tom Meeusen       | Sven Nys                 | details |

### Eindklassement
Eindklassement na acht manches.
| #  | Naam              | Punten |
| -- | ----------------- | ------ |
| 1  | Sven Nys          | 109    |
| 2  | Niels Albert      | 102    |
| 3  | Klaas Vantornout  | 99     |
| 4  | Kevin Pauwels     | 90     |
| 5  | Rob Peeters       | 75     |
| 6  | Bart Aernouts     | 73     |
| 7  | Bart Wellens      | 52     |
| 8  | Lars van der Haar | 49     |
| 9  | Marcel Meisen     | 35     |
| 10 | Tom Meeusen       | 33     |

### Uitslagen
| #  | Naam                  | Tijd     |
| -- | --------------------- | -------- |
| 1  | Sven Nys              | 1u04'43" |
| 2  | Niels Albert          | z.t.     |
| 3  | Kevin Pauwels         | + 27"    |
| 4  | Klaas Vantornout      | + 36"    |
| 5  | Tom Meeusen           | + 39"    |
| 6  | Dieter Vanthourenhout | + 39"    |
| 7  | Lars van der Haar     | + 39"    |
| 8  | Bart Wellens          | + 46"    |
| 9  | Bart Aernouts         | + 1'00"  |
| 10 | Thijs van Amerongen   | + 1'21"  |

| #  | Naam              | Tijd     |
| -- | ----------------- | -------- |
| 1  | Sven Nys          | 1u01'53" |
| 2  | Niels Albert      | + 2"     |
| 3  | Bart Aernouts     | + 12"    |
| 4  | Kevin Pauwels     | + 29"    |
| 5  | Lars van der Haar | + 42"    |
| 6  | Julien Taramarcaz | + 51"    |
| 7  | Rob Peeters       | + 1'16"  |
| 8  | Bart Wellens      | + 1'22"  |
| 9  | Klaas Vantornout  | + 2'06"  |
| 10 | Philipp Walsleben | + 2'21"  |

| #  | Naam                  | Tijd     |
| -- | --------------------- | -------- |
| 1  | Sven Nys              | 1u01'36" |
| 2  | Niels Albert          | + 18"    |
| 3  | Lars van der Haar     | + 19"    |
| 4  | Bart Aernouts         | + 35"    |
| 5  | Kevin Pauwels         | z.t      |
| 6  | Klaas Vantornout      | + 1'02"  |
| 7  | Marcel Meisen         | z.t      |
| 8  | Radomír Šimůnek       | z.t      |
| 9  | Rob Peeters           | z.t      |
| 10 | Dieter Vanthourenhout | + 1'09"  |

| #  | Naam                | Tijd     |
| -- | ------------------- | -------- |
| 1  | Sven Nys            | 1u03'02" |
| 2  | Klaas Vantornout    | + 2"     |
| 3  | Bart Wellens        | + 50"    |
| 4  | Kevin Pauwels       | + 1'05"  |
| 5  | Rob Peeters         | + 1'30"  |
| 6  | Niels Albert        | + 1'52"  |
| 7  | Bart Aernouts       | + 2'07"  |
| 8  | Thijs van Amerongen | + 2'15"  |
| 9  | Julien Taramarcaz   | + 3'05"  |
| 10 | Lars van der Haar   | + 3'24"  |

| #  | Naam                | Tijd    |
| -- | ------------------- | ------- |
| 1  | Klaas Vantornout    | 54'06"  |
| 2  | Sven Nys            | z.t     |
| 3  | Kevin Pauwels       | + 10'   |
| 4  | Rob Peeters         | + 43"   |
| 5  | Niels Albert        | + 48"   |
| 6  | Bart Aernouts       | + 57"   |
| 7  | Philipp Walsleben   | + 1'18" |
| 8  | Jan Denuwelaere     | + 1'39" |
| 9  | Mariusz Gil         | + 1'40" |
| 10 | Sven Vanthourenhout | + 1'43" |

| #  | Naam              | Tijd     |
| -- | ----------------- | -------- |
| 1  | Niels Albert      | 1u00'00" |
| 2  | Kevin Pauwels     | + 30"    |
| 3  | Zdeněk Štybar     | + 35"    |
| 4  | Klaas Vantornout  | + 39"    |
| 5  | Radomír Šimůnek   | z.t.     |
| 6  | Rob Peeters       | z.t.     |
| 7  | Sven Nys          | z.t.     |
| 8  | Marcel Meisen     | z.t.     |
| 9  | Lars van der Haar | z.t.     |
| 10 | Tom Meeusen       | + 43"    |

| #  | Naam                | Tijd     |
| -- | ------------------- | -------- |
| 1  | Sven Nys            | 1u02'21" |
| 2  | Klaas Vantornout    | + 7"     |
| 3  | Kevin Pauwels       | + 55"    |
| 4  | Rob Peeters         | + 1'26"  |
| 5  | Philipp Walsleben   | + 1'33"  |
| 6  | Niels Albert        | + 1'46"  |
| 7  | Thijs van Amerongen | + 1'55"  |
| 8  | Marcel Meisen       | + 2'02"  |
| 9  | Jan Denuwelaere     | + 2'13"  |
| 10 | Jonathan Page       | + 2'17"  |

| #  | Naam              | Tijd     |
| -- | ----------------- | -------- |
| 1  | Klaas Vantornout  | 1u03'23" |
| 2  | Niels Albert      | + 5"     |
| 3  | Tom Meeusen       | + 8"     |
| 4  | Bart Aernouts     | + 37"    |
| 5  | Sven Nys          | + 38"    |
| 6  | Bart Wellens      | + 1'06"  |
| 7  | Rob Peeters       | + 1'14"  |
| 8  | Jim Aernouts      | z.t.     |
| 9  | Martin Bína       | + 1'16"  |
| 10 | Philipp Walsleben | z.t.     |

## Vrouwen elite

### Kalender en podia
| Datum      | Locatie                               | Cat. | Eerste            | Tweede            | Derde                 | Leidster in het klassement |         |
| ---------- | ------------------------------------- | ---- | ----------------- | ----------------- | --------------------- | -------------------------- | ------- |
| 07/10/2012 | Cyclocross Ruddervoorde, Ruddervoorde | C1   | Nikki Harris      | Sophie de Boer    | Sanne Cant            | Nikki Harris               | details |
| 04/11/2012 | Cyclocross Zonhoven, Zonhoven         | C1   | Sanne Cant        | Hanka Kupfernagel | Sabrina Stultiens     | Sanne Cant                 | details |
| 11/11/2012 | Bollekescross, Zogge                  | C1   | Sanne van Paassen | Pavla Havlíková   | Sanne Cant            | Sanne Cant                 | details |
| 18/11/2012 | Cyclocross Asper-Gavere, Gavere       | C1   | Nikki Harris      | Sanne van Paassen | Sanne Cant            | Sanne Cant                 | details |
| 25/11/2012 | Cyclocross Gieten, Gieten             | C1   | Helen Wyman       | Marianne Vos      | Sanne Cant            | Sanne Cant                 | details |
| 30/12/2012 | Cyclocross Diegem, Diegem             | C1   | Kateřina Nash     | Sanne Cant        | Lucie Chainel-Lefèvre | Sanne Cant                 | details |
| 10/02/2013 | Vlaamse Aardbeiencross, Hoogstraten   | C1   | Sanne Cant        | Ellen Van Loy     | Sabrina Stultiens     | Sanne Cant                 | details |
| 16/02/2013 | Noordzeecross, Middelkerke            | C1   | Sanne Cant        | Helen Wyman       | Ellen Van Loy         | Sanne Cant                 | details |

### Eindklassement (officieus)
Voor de vrouwen is geen officieel eindklassement opgemaakt. Onderstaand het officieuze eindklassement:
| #  | Naam                   | Punten |
| -- | ---------------------- | ------ |
| 1  | Sanne Cant             | 111    |
| 2  | Ellen Van Loy          | 81     |
| 3  | Sabrina Stultiens      | 70     |
| 4  | Joyce Vanderbeken      | 62     |
| 5  | Amy Dombroski          | 53     |
| 6  | Sanne van Paassen      | 53     |
| 7  | Pavla Havlíková        | 44     |
| 8  | Nikki Harris           | 42     |
| 9  | Reza Hormes-Ravenstijn | 33     |
| 10 | Helen Wyman            | 29     |

Kampioenschappen:  Wereldkampioenschappen · 
 Europese kampioenschappen · 
 Belgische kampioenschappen · 
 Nederlandse kampioenschappen
Klassementen:  Wereldbeker · 
 Superprestige · 
 Bpost bank trofee ·
 TOI TOI Cup ·
 Challenge national
Overig:  Soudal Classics
1982-1983 · 1983-1984 · 1984-1985 · 1985-1986 · 1986-1987 · 1987-1988 · 1988-1989 · 1989-1990 · 1990-1991 · 1991-1992 · 1992-1993 · 1993-1994 · 1994-1995 · 1995-1996 · 1996-1997 · 1997-1998 · 1998-1999 · 1999-2000 · 2000-2001 · 2001-2002 · 2002-2003 · 2003-2004 · 2004-2005 · 2005-2006 · 2006-2007 · 2007-2008 · 2008-2009 · 2009-2010 · 2010-2011 · 2011-2012 · 2012-2013 · 2013-2014 · 2014-2015 · 2015-2016 · 2016-2017 · 2017-2018 · 2018-2019 · 2019-2020 · 2020-2021 · 2021-2022 · 2022-2023 · 2023-2024 · 2024-2025